# Штучна шкіра

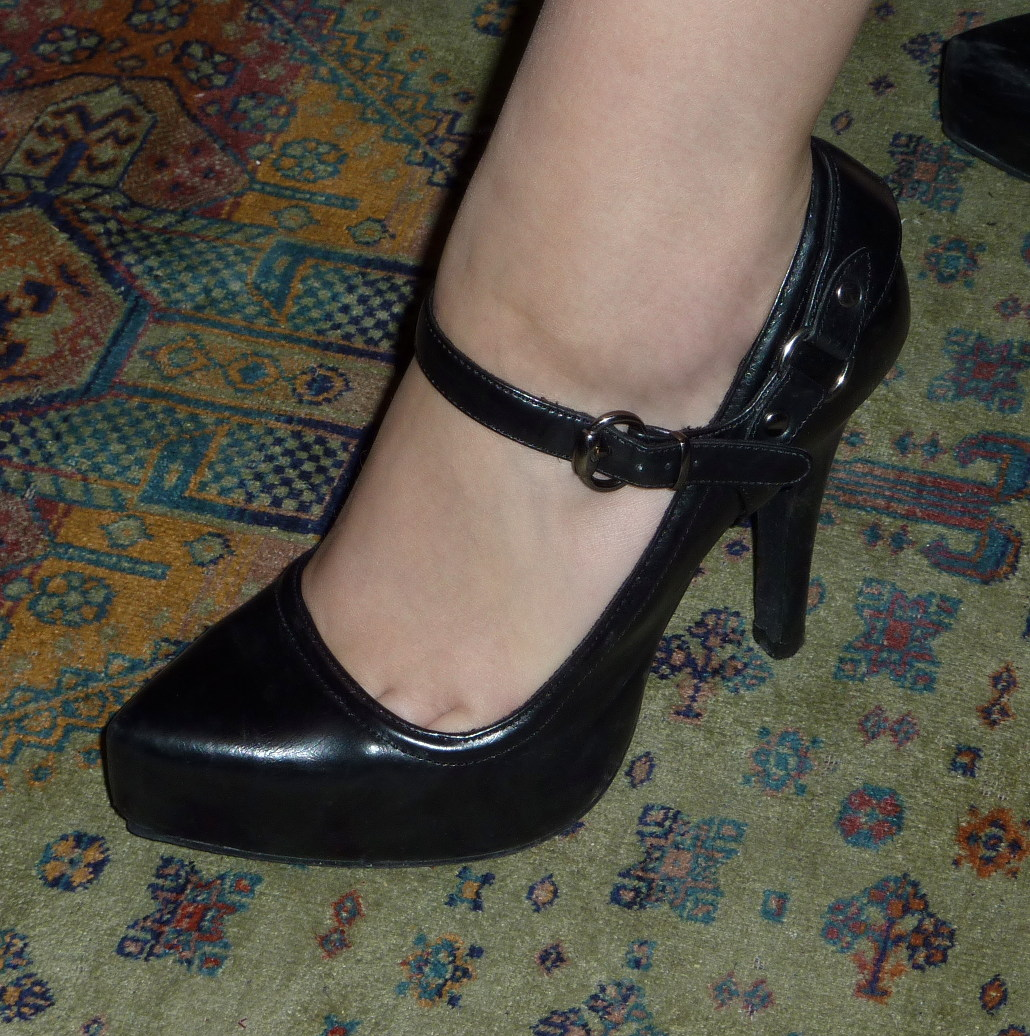
Жіночі туфлі, зроблені зі штучної шкіри

Штучна шкіра або шкірзамінник — це полімерний матеріал, який застосовується замість натуральної шкіри для виготовлення взуття, одягу, галантерейних і технічних виробів.

## Матеріали виготовлення і види

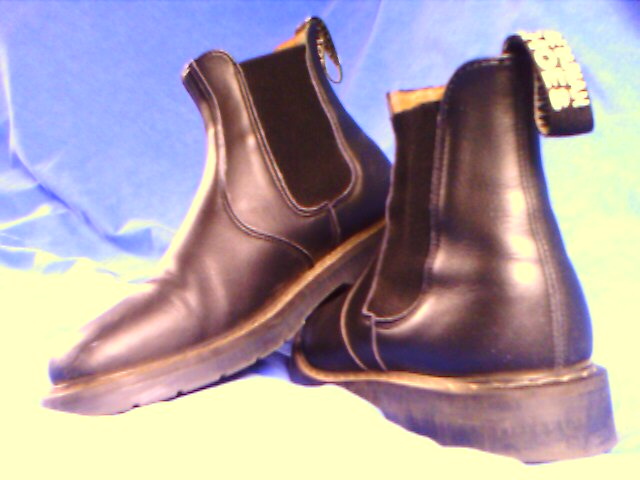
Черевики фірми Vegetarian Shoes

- Дерматин (гранітоль)
- Кирза
- Полівінілхлорид (вінілштучшкіра)
- Стрейч-шкіра

Не є шкірзамінником:
- Рецикльована шкіра — виготовляється з обрізків дубленої шкіри або шкури тварин. Рецикльована шкіра — не шкірозамінник, а аналог шкіри (бо має у складі шкіру).

## Виготовлення
Найпростіший спосіб приготування штучної шкіри зі шкіряних обрізків полягає в тому, що останні подрібнюються в машині, на зразок письмопаперових голландрів, разом з водою. Голландри доставляють напіврідку волокнисту масу, з якої формуються черпальним способом листи. Готові листи, по кілька разом, пресуються, і з-під преса виходить один товстий лист; товщина цих листів різна, в залежності від потреби.
Матеріал з повністю штучних матеріалів в даний час готується шляхом нанесення рідкої основи (наприклад, з полівінілхлориду чи поліуретану) на папір і далі загартовується в печі.